# 1945级驱逐舰
1945级驱逐舰（德語：Zerstörer 1945）是纳粹德国海军于1945年规划的一个驱逐舰船级，其设计是基于1936级未竟的D和E型开发。军方的设想包括重新使用蒸汽锅炉，因自1942级驱逐舰之后的所有舰艇设计都已改用柴油发动机。但由于战争即将结束，该级没有任何舰只开建。

## 发展
1945级驱逐舰是纳粹德国海军于1945年立项研发，以1936级未竟的D和E型设计为基础——这些方案图后来被意外烧毁。它们是在德国优先建造U艇的时期设计的，军方几乎没有投入任何精力在水面舰队上，这使得1945级驱逐舰或1942年之后设计的任何其他类型舰艇的开建几率接近于零。然而，造舰局（Konstruktionsamt）仍继续为水面舰艇进行设计，直到战争结束。
在方案出台之前，德国就已开始限制其水面舰队的使用；1941年5月27日，当德国战列舰俾斯麦号沉没后，水面舰艇指挥官的战术自由更是受到了严格限制。大约在设计完成前后，即1944年11月12日，随着另一艘德国战列舰提尔皮茨号沉没，德国大部分水面舰艇被完全撤回，只在波罗的海服役。从1945年春天至战争结束前夕，纳粹德国海军几乎完全专注于为波罗的海沿岸的驻军提供补给和支援。到同年5月，他们在苏联军队迅速向西推进之前，开始执行从东部撤离数十万平民和士兵的任务。
1945级驱逐舰的设计目的是为了能够防御潜艇、轻型海军部队和飞机，尤其是鱼雷轰炸机。其设计与前级的方案有很大的区别，主要是因为它使用蒸汽轮机，而非柴油发动机。总体而言，尽管机械设备重量更轻，但这种设计使1945级的发动机性能较前级提高了12%，也具备更强大的主炮、只需更短的舰体。由于临近战争结束，该项目未曾离开过绘图板阶段，同级舰也从未得到订购或开建。

## 设计
1945级驱逐舰的水线长为120米，有12米的舷宽以及最大3.88米吃水深度；舰只的标准排水量为2,700吨、设计排水量为3,100吨，满载时则可达3,700吨。它由两台瓦格纳齿轮传动蒸汽轮机提供动力，各负责驱动一副三叶螺旋桨。蒸汽则由四台瓦格纳－德希马格锅炉供应，其运行压力为70標準大氣壓（7,093千帕斯卡），温度400℃。动力装置可输出80,000匹軸馬力（60,000千瓦特）的功率，设计航速分别为42.5節（78.7每小時）、39.5節（73.2每小時）或37節（69每小時），具体取决于舰只的排水量处于标准、设计或满载状态。舰只最多可贮存800吨重油，能够以19節（35每小時）的速度的巡航3,600海里（6,700）。它的标准船员编制为350人，并配备有2艘机动大舢板、1艘鱼雷卡特帆船和1艘小艇作为舰载艇。
舰只的武器装备包括八门安装在四座双联装炮塔中的127毫米41式速射炮，备弹1,440发；四门55毫米76.5倍径高射炮，备弹5,000发；十二门30毫米303式高射炮，备弹24,000发；以及八具安装在甲板上的四联装533毫米鱼雷发射管，备弹16枚鱼雷；另可贮存100枚水雷。其舰艏和舰艉均安装有高角度（防空）舰炮火控系统，并配备无线电测向仪。

## 脚注
1. 1 2 3  Whitley 1983，第54頁.
2. ↑  Haslop，第19 & 22頁.
3. ↑  Tucker，第xxviii頁.
4. ↑  Zabecki，第858頁.
5. ↑  Thomas，第250頁.
6. 1 2 3 4 5  Whitley 1991，第43頁.
7. 1 2 3 4  Breyer，第91頁.
8. 1 2 3 4 5  Gröner，第211頁.
9. 1 2  Lenton，第82頁.